# フランシス・フィールド
フランシス・フィールドは、アメリカ・ミズーリ州のセントルイスにあるスタジアムである。セントルイス・ワシントン大学のスポーツチーム・ベアーズの本拠地でもある。1904年の万博に合わせて完成し、セントルイスオリンピックのメイン競技場になった。隣接していたフランシス体育館とともに五輪ではアーチェリーと陸上競技、自転車競技、サッカー、体操競技、ラクロス、ロック、綱引、重量挙げ、レスリング、テニスが実施された。
1975年～77年にかけてNASLのセントルイス・スターズの本拠地でもあった。